# 格朗熱特
格朗熱特是瑞士的城鎮，位於該國西部，由弗里堡州負責管轄，面積3.31平方公里，海拔高度783米，2011年人口187，九成人口信奉羅馬天主教，人口密度每平方公里56人。